# Obut

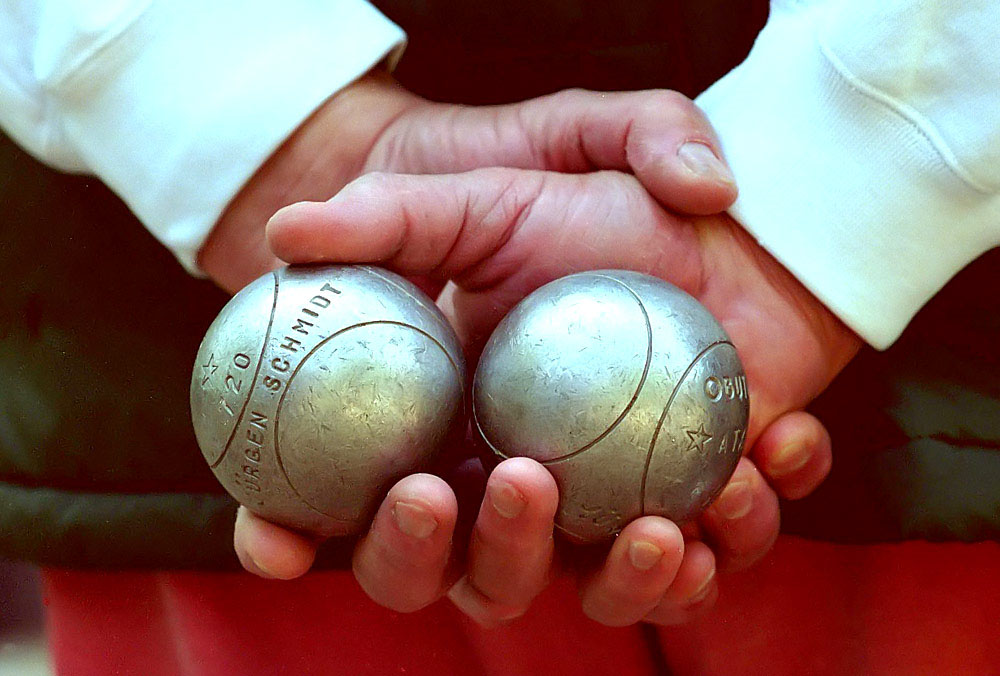
Zwei Kugeln von Obut

Obut (eigentlich: La Boule Obut) ist ein französisches Sportartikelunternehmen, das auf die Entwicklung, Herstellung und den Vertrieb von Pétanque-Kugeln spezialisiert ist. In dieser Sparte ist das Unternehmen mit einem Anteil von 80 % Marktführer.

## Geschichte
Das Unternehmen wurde im Jahr 1955 in Saint-Bonnet-le-Château in Frankreich von Frédéric Bayet und Antoine Dupuy gegründet. Im Jahr 1958 stieg Jean Souvignet als dritter Unternehmer ein. Von Beginn an produzierten sie Pétanque-Kugeln aus Stahl unter der geschützten Marke Obut. 1962 wird Obut offizieller Partner der Mondial la Marseillaise à Pétanque, dem größten Boule-Turnier der Welt. Im Jahr 1981 wurde das Unternehmen in die Aktiengesellschaft La Boule Obut überführt. Bis heute wird es von Nachfahren der Gründerfamilie geleitet.